# No para mí...
«No para mí...» (originalmente "Не для меня придёт весна") es una romanza rusa basada en un poema de A. Molchánov. El poema fue publicado por primera vez en 1839 y compuesta por el compositor Nikolái Devitte.
Algunas versiones folklóricas de la romanza incluyen los motivos cosacos o gitanos.

## Historia
Elena y Valeri Ukólov escriben que algunas más viejas canciones comienzan con las mismas palabras («No para mí...»).
A. Sendetski, un historiador local ruso, declara que el poema fue publicado por primera vez en 1839, en la revista Biblioteca para Lectura, con la nota: 

На корабле Селистрия. 1838 г. А. Молчанов.
En el buque Selistria. 1838. A. Molchánov.

En opinión de Sendetski, Molchánov fue un oficial naval de la Flota del Mar Negro.
Otro poeta y compositor ruso, Nikolái Devitte, compuso la canción. A lo largo de los siglos, su melodía permanece la misma.
Varios famosos cantantes rusos, como Fiódor Chaliapin o Anastasia Viáltseva, incluyeron la romanza en sus repertorios. 
Hoy existen diversas interpretaciones folklóricas de la canción (“cosacas”, “gitanas”, etc.).

## En cine
En la película «Cinco tardes» de 1979 de Nikita Mijalkov, el personaje de Stanislav Liubshín realiza unos enormes esfuerzos para recordar la letra de la canción. La romanza suena también en otro filme de Mijalkov, La insolación (2014).